# Апр (консул)
Апр (лат. Aper) — галло-римский государственный деятель середины III века.
Его имя и должность известны из одной надписи, найденной на территории провинции Британия. Известно, что он занимал должность консула в правление императора сепаратистской Галльской империи Постума. Его коллегой по консульству был Руф. В Фастах имя Апра, как и ряда консулов Галльской империи, отсутствует, поскольку они не были признаны официальными римскими властями. Возможно, его звали на самом деле Апрониан, поскольку надпись имеет разночтения.